# Cantrainea peloritana
Cantrainea peloritana is een slakkensoort uit de familie van de Colloniidae. De wetenschappelijke naam van de soort is voor het eerst geldig gepubliceerd in 1835 door Cantraine.